# Матей Гибш
Матей Гибш (чеськ. Matěj Hybš, нар. 3 січня 1993, Прага) — чеський футболіст, захисник клубу «Богеміанс 1905» та молодіжної збірної Чехії.

## Клубна кар'єра
Народився 3 січня 1993 року. Вихованець «Спарти» (Прага). Дебютував за першу команду у чемпіонаті 12 серпня 2012 року в матчі проти «Словацко» (4:1), вийшовши на поле на останні хвилини. У 2014 році Матей допоміг клубу виграти чемпіонат та Кубок Чехії, але основним гравцем не був і влітку того ж року для отримання ігрової практики на правах оренди перейшов до «Височини». Загалом він зіграв за клуб 23 матчі чемпіонату.
У лютому 2016 року він відправився в 18-місячну оренду у «Яблонець». Він якісно виступав у «Яблонці», тому «Спарта» відкликала його після року оренди та взяла на зимову підготовку. Втім, у складі «Спарти» він не отримав шансу на початку сезону 2017/18 під керівництвом італійського тренера Андреа Страмаччоні, тому у вересні 2017 року пішов у «Слован» з Ліберця.
2020 року перейшов у «Вікторію» (Пльзень), але основним гравцем не був, тому здавався в оренду у польську «Нецєчу» та чеське «Тепліце».
До складу клубу «Богеміанс 1905» приєднався 2023 року. Станом на 28 лютого 2025 року відіграв за празьку команду 43 матчі в національному чемпіонаті.

## Виступи за збірні
2009 року дебютував у складі юнацької збірної Чехії (U-16), загалом на юнацькому рівні взяв участь у 41 іграх, відзначившись 3 забитими голами.
Протягом 2012—2015 років залучався до складу молодіжної збірної Чехії, з якою бав участь у домашньому молодіжному чемпіонаті Європи 2015 року. Всього на молодіжному рівні зіграв у 13 офіційних матчах.

## Титули і досягнення
- Чемпіон Чехії (1):

«Спарта» (Прага): 2013/14
- Володар Кубка Чехії (1):

«Спарта» (Прага): 2013/14
- Володар Суперкубка Чехії (1):

«Спарта» (Прага): 2014